# Miracle Giants Doumu-kun
Miracle Giants Doumu-kun (яп. ミラクルジャイアンツ童夢くん) — японский аниме-сериал, выпущенный студией Studio Gallop. Транслировался по телеканалу Nippon TV с 2 апреля 1989 года по 15 марта 1990 года. Всего выпущено 49 серий аниме. Сериал также транслировался на территории Италии, Испании и арабских стран.

## Сюжет
От своего покойного отца Домэ Синдзё унаследовал талант и любовь к бейсболу, хотя мать и старшая сестра Домэ стараются избегать тему, связанную со спортом. Перед смертью отец передал Домэ бейсбольную перчатку. Теперь мальчик сам намеревается попасть в лигу чемпионов и стать лучшим бейсболистом Японии. Так мальчику удаётся попасть в команду Yomiuri Giants, где его отец был когда то лучшим игроком. Там Домэ предстоит вести игру против второй команды Японии — Chunichi Dragons, в которую входят сильнейшие игроки страны.

## Роли озвучивали
- Тика Сакамото — Дому Синидзё
- Кикуко Иноуэ — Маюми Синидзё
- Масахиро Андзай — Дуду
- Рэй Сакума — Энди
- Рэна Курихара — Аканэ
- Сатоми Коороги — Каори
- Сё Хаями — Дон Карлос